# POLYPHONIC MEETING
POLYPHONIC MEETING（ポリフォニック ミーティング）は、2002年に結成された男女2人組の音楽ユニット。通称「ポリフォ」。

## 概要・略歴
ボーカルのヒライミエと、ギターの和田としひろからなる2人組ユニット。共に大阪在住。2002年、共通の友人を通じて知り合い、当時、和田の企画イベントにヒライが、ゲストボーカルとして参加。これがきっかけとなりPOLYPHONIC MEETINGが結成された。結成後、最初に作られた曲は「今日の終わりに」。
結成当時から、関西を中心にライヴ活動を展開。最近では東京など関東のライヴハウスにも出演している。演奏形態はステージごとに変化。結成から最初の3年間、ライヴは常にポリフォの2人以外に、ベース、ドラムスなどサポートメンバーを迎えた、バンド編成で行われていた。2005年秋からは、和田の手による打ち込みサウンドをフィーチャーして、2人のみで行われることが多くなった。またこの頃より、ギター一本で行われるアコースティックライヴが定期的に行われている。サウンドも、アルバム毎に変化。近年はバンド編成解体を機に、ロック路線からエレクトロ路線に傾倒している。

## メンバー
ヒライミエ （1983年12月9日 - ）
ボーカル、キーボード担当。
和田としひろ （わだ としひろ、1983年6月2日 - ）
ギター担当。

## ディスコグラフィー
1. POLYPHONICMEETING （2003年）
自主制作による1stミニアルバム。
記憶／花火／今日の終わりに／引力
2. 光 （2004年）
2ndミニアルバム。
ゲストにワカンタンカのTonchi（スチールパン、コーラス）を迎えている。
光／手紙／メビウス
3. Rainbow Trip!!! （2007年）
エレクトロサウンドをフィーチャーしたポップアルバム。
「メビウス」が前アルバムとバージョン違いで収録されている。
Rainbow Trip／家出／beautiful night／メビウス／アイリス／traveler
4. UNDER THE MOON（2008年）
4thアルバム
『一瞬で、ドラマチック。』
前作のデジタルサウンドは影を潜め、よりメロウに、より壮大に。
ベーシストに新たにano-hiのtakacoを迎えている。
SEARCH/月だけが見てる/タイムリミット/グッバイ/last/逃避行/パーフェク トスターター